# Piacenza Football Club 1990-1991
Questa pagina raccoglie le informazioni riguardanti il Piacenza Football Club nelle competizioni ufficiali della stagione 1990-1991.

## Stagione
Dopo aver mancato l'obiettivo della promozione, l'allenatore Giorgio Rumignani non viene riconfermato e gli subentra il quarantenne Luigi Cagni, reduce da una positiva stagione alla Centese, in Serie C2. Anche la squadra viene profondamente rinnovata, mentre rimane al Piacenza il capocannoniere del campionato Giovanni Cornacchini, nonostante diverse richieste in sede di mercato.
Il centravanti fanese si riconferma miglior marcatore del campionato con 22 reti, contribuendo alla promozione tra i cadetti della squadra allenata da Cagni. Gli emiliano conducono l'intero torneo nelle primissime posizioni della classifica, con un gioco complessivamente poco spettacolare ma efficace, e ottengono la promozione all'ultima giornata, grazie alla vittoria per 2-0 sul retrocesso Mantova.
In Coppa Italia il Piacenza arriva fino agli ottavi di finale, nei quali viene eliminato dal Monza poi vincitore del titolo. Da segnalare, nel girone eliminatorio, il derby contro il Fiorenzuola, neopromosso in Serie C2 e terminato 4-0 per la squadra di Cagni; le due maggiori formazioni piacentine non si affrontavano in gara ufficiale dagli anni Trenta.

## Divisa e sponsor
Il fornitore ufficiale di materiale tecnico per la stagione 1990-91 fu ABM, mentre lo sponsor di maglia fu Cassa di Risparmio di Piacenza e Vigevano.
| Prima divisa | Seconda divisa |

## Organigramma societario
Area direttiva
- Presidente: Leonardo Garilli
- General manager: Mario Quartini
- Segretario: Giovanni Rubini

Area tecnica
- Direttore sportivo: Gian Pietro Marchetti
- Allenatore: Luigi Cagni
- Allenatore in 2ª: Gian Nicola Pinotti
- Preparatore atletico: Alberto Ambrosio

Area sanitaria
- Medico sociale: Augusto Terzi
- Massaggiatore: Romano Mandrini

## Rosa[3]
Sono in corsivo i giocatori che hanno lasciato la società durante la stagione.
| N. |                   | Ruolo | Calciatore              |
| -- | ----------------- | ----- | ----------------------- |
|    | Italia (bandiera) | P     | Rino Gandini            |
|    | Italia (bandiera) | P     | Tiziano Ramon           |
|    | Italia (bandiera) | D     | Alfonso Bertozzi        |
|    | Italia (bandiera) | D     | Giovanni Bozzia         |
|    | Italia (bandiera) | D     | Roberto Chiti           |
|    | Italia (bandiera) | D     | Riki Di Bin             |
|    | Italia (bandiera) | D     | Paolo Doni              |
|    | Italia (bandiera) | D     | Leonardo Occhipinti (C) |
|    | Italia (bandiera) | C     | Maurizio Braghin        |
|    | Italia (bandiera) | C     | Fabio Bucciarelli       |

| N. |                   | Ruolo | Calciatore              |
| -- | ----------------- | ----- | ----------------------- |
|    | Italia (bandiera) | C     | Guido Di Fabio          |
|    | Italia (bandiera) | C     | Sergio Galeazzi         |
|    | Italia (bandiera) | C     | Gian Paolo Manighetti   |
|    | Italia (bandiera) | C     | Daniele Moretti         |
|    | Italia (bandiera) | C     | Giorgio Papais          |
|    | Italia (bandiera) | C     | Luigi Rocca             |
|    | Italia (bandiera) | A     | Massimiliano Cappellini |
|    | Italia (bandiera) | A     | Giovanni Cornacchini    |
|    | Italia (bandiera) | A     | Gianpietro Piovani      |
|    | Italia (bandiera) | A     | Andrea Polmonari        |

## Calciomercato[3]

### Sessione estiva
| Acquisti | Acquisti           | Acquisti    | Acquisti      |
| R.       | Nome               | da          | Modalità      |
| -------- | ------------------ | ----------- | ------------- |
| P        | Rino Gandini       | Triestina   |               |
| D        | Riki Di Bin        | Alessandria |               |
| D        | Giovanni Bozzia    | SPAL        | fine prestito |
| D        | Paolo Doni         | Messina     |               |
| C        | Guido Di Fabio     | Messina     |               |
| C        | Giorgio Papais     | Triestina   |               |
| A        | Giampietro Piovani | Brescia     |               |
| A        | Andrea Polmonari   | Carpi       |               |

| Cessioni | Cessioni            | Cessioni         | Cessioni   |
| R.       | Nome                | a                | Modalità   |
| -------- | ------------------- | ---------------- | ---------- |
| P        | Paolo Bordoni       | Lodigiani        |            |
| D        | Carlo Osti          | Virescit Bergamo |            |
| D        | Luigi Russo         |                  | svincolato |
| C        | Giuliano Camporese  | Pergocrema       | prestito   |
| C        | Roberto Cappellacci | Modena           |            |
| C        | Lorenzo Mossini     | Torres           |            |
| C        | Antonio Tessariol   | Montebelluna     |            |
| A        | Michele Bertoldo    | Carpi            |            |

### Sessione autunnale
| Acquisti | Acquisti         | Acquisti  | Acquisti |
| R.       | Nome             | da        | Modalità |
| -------- | ---------------- | --------- | -------- |
| D        | Alfonso Bertozzi | Reggiana  | prestito |
| C        | Sergio Galeazzi  | Cosenza   | prestito |
| C        | Luigi Rocca      | Casertana |          |

| Cessioni | Cessioni          | Cessioni  | Cessioni |
| R.       | Nome              | a         | Modalità |
| -------- | ----------------- | --------- | -------- |
| C        | Fabio Bucciarelli | Casertana |          |

## Risultati

### Campionato

#### Girone di andata
| Arbitro: | Russo (Pescara) |

|  |           |                                        |
|  | Marcatori | 35’ Di Bin 40’ (rig.), 70’ Cornacchini |

| Arbitro: | Forte (Marsala) |

|                            |           |  |
| Cornacchini 63’ Papais 90’ | Marcatori |  |

| Arbitro: | Baglieri (Tivoli) |

|                        |           |                |
| Cornacchini 50’ (rig.) | Marcatori | 25’ Campanella |

| Arbitro: | Giove (Bari) |

|                  |           |                |
| Chiti 58’ (aut.) | Marcatori | 13’ Manighetti |

| Arbitro: | Contente (Salerno) |

|                      |           |                |
| Cornacchini 20’, 25’ | Marcatori | 61’ Marcellino |

| Monza 21 ottobre 1990 6ª giornata | Monza           | 0 – 0 | Piacenza | Stadio Brianteo\| Arbitro: \| Fiori (Ravenna) \| |
| Arbitro:                          | Fiori (Ravenna) |       |          |                                                  |

| Arbitro: | Bernardini (Rovigo) |

|                                            |           |                 |
| Cornacchini 26’ Manighetti 29’ Piovani 84’ | Marcatori | 82’ (rig.) Sora |

| Arbitro: | Brignoccoli (Ancona) |

|  |           |                 |
|  | Marcatori | 26’ Cornacchini |

| Arbitro: | Griffo (Palermo) |

|                                |           |            |
| Cappellini 57’ Cornacchini 63’ | Marcatori | 70’ Sotgia |

| Arbitro: | Rausa (Cosenza) |

|            |           |             |
| Caruso 50’ | Marcatori | 32’ Braghin |

| Arbitro: | Introvigne (Conegliano) |

|                 |           |  |
| Cornacchini 47’ | Marcatori |  |

| Arbitro: | Dinelli (Lucca) |

|                       |           |  |
| Aguzzoli 47’ Pini 87’ | Marcatori |  |

| Arbitro: | Pala (Alghero) |

|                                      |           |  |
| Cornacchini 9’ (rig.) Cappellini 49’ | Marcatori |  |

| Arbitro: | Rodomonti (Teramo) |

|           |           |                 |
| Marini 6’ | Marcatori | 25’ Cornacchini |

| Arbitro: | Contente (Salerno) |

|                |           |                         |
| Cornacchini 9’ | Marcatori | 70’ Mariano 87’ Montani |

| Arbitro: | Rossi (Rovigo) |

|                   |           |  |
| Galeazzi 15’, 45’ | Marcatori |  |

| Arbitro: | Conocchiari (Macerata) |

|  |           |                                |
|  | Marcatori | 21’ Cappellini 55’ Cornacchini |

#### Girone di ritorno
| Arbitro: | Rausa (Cosenza) |

|                |           |  |
| Cappellini 78’ | Marcatori |  |

| Como 10 febbraio 1991 19ª giornata | Como              | 0 – 0 | Piacenza | Stadio Giuseppe Sinigaglia\| Arbitro: \| Collina (Bologna) \| |
| Arbitro:                           | Collina (Bologna) |       |          |                                                               |

| Arbitro: | Arena (Ercolano) |

|                               |           |              |
| Belardinelli 3’ Artistico 87’ | Marcatori | 58’ Bertozzi |

| Arbitro: | Ercolino (Cassino) |

|                 |           |              |
| Cornacchini 10’ | Marcatori | 39’ Castioni |

| Arbitro: | Capovilla (Verona) |

|                   |           |                        |
| Col 11’ Fusci 68’ | Marcatori | 56’ (rig.) Cornacchini |

| Arbitro: | Pellegrino (Barcellona Pozzo di Gotto) |

|             |           |  |
| Piovani 60’ | Marcatori |  |

| Arbitro: | De Prisco (Nocera Inferiore) |

|             |           |                        |
| Lazzini 22’ | Marcatori | 56’ (rig.) Cornacchini |

| Piacenza 30 marzo 1991 25ª giornata | Piacenza               | 0 – 0 | Venezia | Stadio Galleana\| Arbitro: \| Conocchiari (Macerata) \| |
| Arbitro:                            | Conocchiari (Macerata) |       |         |                                                         |

| Arbitro: | Cavanna (Roma) |

|            |           |                |
| Sotgia 52’ | Marcatori | 87’ Cappellini |

| Piacenza 14 aprile 1991 27ª giornata | Piacenza           | 0 – 0 | Baracca Lugo | Stadio Galleana\| Arbitro: \| Ciambotti (Empoli) \| |
| Arbitro:                             | Ciambotti (Empoli) |       |              |                                                     |

| Pavia 28 aprile 1991 28ª giornata | Pavia                | 0 – 0 | Piacenza | Stadio Comunale\| Arbitro: \| Brignoccoli (Ancona) \| |
| Arbitro:                          | Brignoccoli (Ancona) |       |          |                                                       |

| Piacenza 5 maggio 1991 29ª giornata | Piacenza        | 0 – 0 | Carpi | Stadio Comunale\| Arbitro: \| Russo (Pescara) \| |
| Arbitro:                            | Russo (Pescara) |       |       |                                                  |

| Arbitro: | Lana (Torino) |

|  |           |                                |
|  | Marcatori | 14’ Cornacchini 28’ Cappellini |

| Arbitro: | Franceschini (Bari) |

|                                   |           |                    |
| Cornacchini 45’, 52’ Galeazzi 85’ | Marcatori | 56’ (rig.) Musella |

| Arbitro: | Rodomonti (Teramo) |

|               |           |                 |
| Sassarini 38’ | Marcatori | 51’ Cornacchini |

| Arbitro: | Braschi (Prato) |

|                     |           |                        |
| Raza 28’ Mosele 45’ | Marcatori | 6’ Papais 27’ Galeazzi |

| Arbitro: | Nepi (Ascoli Piceno) |

|                                       |           |  |
| Cornacchini 49’ (rig.) Cappellini 75’ | Marcatori |  |

### Coppa Italia di Serie C

#### Girone B
| Arbitro: | Branzoni (Pavia) |

|  |           |               |
|  | Marcatori | 79’ Marchetti |

| Sesto San Giovanni 22 agosto 1990 2ª giornata | Pro Sesto      | 0 – 0 | Piacenza | Stadio Breda\| Arbitro: \| Pala (Alghero) \| |
| Arbitro:                                      | Pala (Alghero) |       |          |                                              |

| Arbitro: | Baudo (Torino) |

|                                                             |           |  |
| Cornacchini 23’ (rig.) Chiti 63’ Cappellini 77’ Piovani 84’ | Marcatori |  |

| Legnano 29 agosto 1990 4ª giornata | Legnano            | 0 – 0 | Piacenza | Stadio Giovanni Mari\| Arbitro: \| Schellino (Biella) \| |
| Arbitro:                           | Schellino (Biella) |       |          |                                                          |

| Arbitro: | Lana (Torino) |

|                                                 |           |  |
| Cappellini 31’, 43’ Piovani 61’ Cornacchini 87’ | Marcatori |  |

| Arbitro: | Iannello (Voghera) |

|  |           |                                                  |
|  | Marcatori | 17’ (aut.) Savi 56’, 85’ Piovani 87’ Cornacchini |

### Sedicesimi di Finale
| Arbitro: | Bertocci (Genova) |

|                                                            |           |                   |
| Petrullo 32’ (aut.) Piovani 37’ Cappellini 49’ Braghin 66’ | Marcatori | 78’ (aut.) Di Bin |

| Arbitro: | Puggina (Rovigo) |

|             |           |                |
| Rebonato 6’ | Marcatori | 66’ Manighetti |

### Ottavi di Finale
| Arbitro: | Calvi (Milano) |

|               |           |  |
| Chiappino 81’ | Marcatori |  |

| Arbitro: | Damiani (Brescia) |

|                              |           |                           |
| Polmonari 51’ Cappellini 61’ | Marcatori | 6’ Chiappino 82’ Mandelli |

## Statistiche

### Statistiche di squadra[8]
| Competizione         | Punti | Totale | Totale | Totale | Totale | Totale | Totale | DR  |
| Competizione         | Punti | G      | V      | N      | P      | Gf     | Gs     | DR  |
| -------------------- | ----- | ------ | ------ | ------ | ------ | ------ | ------ | --- |
| Serie C1             | 45    | 34     | 15     | 15     | 4      | 42     | 22     | +20 |
| Coppa Italia Serie C |       | 10     | 4      | 4      | 2      | 19     | 6      | +13 |
| Totale               |       | 44     | 19     | 19     | 6      | 61     | 28     | +33 |

### Statistiche dei giocatori[3]
| Giocatore      | Serie C1 | Serie C1 | Coppa Italia Serie C | Coppa Italia Serie C | Totale   | Totale |
| Giocatore      | Presenze | Reti     | Presenze             | Reti                 | Presenze | Reti   |
| -------------- | -------- | -------- | -------------------- | -------------------- | -------- | ------ |
| A. Bertozzi    | 20       | 1        | 3                    | 0                    | 23       | 1      |
| G. Bozzia      | 6        | 0        | 6                    | 0                    | 12       | 0      |
| M. Braghin     | 19       | 1        | 7                    | 1                    | 26       | 2      |
| F. Bucciarelli | 0        | 0        | 4                    | 0                    | 4        | 0      |
| M. Cappellini  | 27       | 7        | 9                    | 5                    | 36       | 12     |
| R. Chiti       | 31       | 0        | 10                   | 0                    | 41       | 0      |
| G. Cornacchini | 31       | 22       | 6                    | 3                    | 37       | 25     |
| R. Di Bin      | 23       | 1        | 10                   | 0                    | 33       | 1      |
| G. Di Fabio    | 33       | 0        | 8                    | 0                    | 41       | 0      |
| P. Doni        | 29       | 0        | 5                    | 0                    | 34       | 0      |
| S. Galeazzi    | 19       | 4        | 2                    | 0                    | 21       | 4      |
| R. Gandini     | 34       | -22      | 5                    | -1                   | 39       | -23    |
| G. Manighetti  | 32       | 2        | 10                   | 1                    | 42       | 3      |
| D. Moretti     | 6        | 0        | 8                    | 0                    | 14       | 0      |
| L. Occhipinti  | 27       | 0        | 7                    | 0                    | 34       | 0      |
| G. Papais      | 27       | 2        | 9                    | 0                    | 36       | 2      |
| G. Piovani     | 32       | 2        | 10                   | 5                    | 42       | 7      |
| A. Polmonari   | 19       | 0        | 5                    | 1                    | 24       | 1      |
| T. Ramon       | 1        | -0       | 5                    | -5                   | 6        | -5     |
| L. Rocca       | 14       | 0        | 3                    | 0                    | 17       | 0      |